# Festivali i Këngës 2007
La quarantaseiesima edizione del Festivali i Këngës si è tenuta presso il palazzo dei Congressi di Tirana dal 14 al 16 dicembre 2007 e ha selezionato il rappresentante dell'Albania all'Eurovision Song Contest 2008.
La vincitrice è stata Olta Boka con Zemrën e lamë peng.

## Organizzazione
L'evento è stato organizzato come le edizioni precedenti dall'emittente albanese Radio Televizioni Shqiptar (RTSH), che ha incaricato Pali Kuke come regista, Zamira Koleci come direttrice generale e Edmond Zhulali come direttore artistico. La scenografia è stata curata da Bashkim Zahaj.
Le tre serate sono state trasmesse su TVSH, RTK e MRT, e radiofonicamente su Radio Tirana e sono state presentate da Elsa Lila e Pirro Çako.
Come avvenuto dal 2004 il festival ha selezionato il rappresentante dell'Albania all'Eurovision Song Contest 2008, ospitato dalla capitale serba, Belgrado.

### Format
Il festival si è articolato in tre serate: due semifinali (14 e 15 dicembre), da cui si sono qualificati rispettivamente 7 e 10 partecipanti, e una finale (16 dicembre). Nelle tre serate i risultati sono stati dati da una giuria di esperti scelta dall'emittente e i punteggi delle semifinali non sono stati rivelati.
La giuria è stata composta da:
- Agim Krajka, compositore;
- David Tukiqi, compositore;
- Gjergj Leka, compositore;
- Alban Skënderaj, cantautore;
- Gjergj Xhuvani, regista;
- Rudina Magjistari, presentatrice televisiva;
- Baton Haxhia, editore.

## Partecipanti
| Artista                         | Brano                            | Musica (m) e testo (t)                                 |
| ------------------------------- | -------------------------------- | ------------------------------------------------------ |
| Ada Gurra                       | 30 minuta                        | Agim Rrëza (m) e Bujar Xhaferri (t)                    |
| Adela Bezhani                   | Mos më thuaj jo                  | Petrit Terkuçi (m) e Melda (t)                         |
| Agim Poshka                     | Kujt t'i them të dua             | Agim Poshka (m) e Olsa Maze (t)                        |
| Ani Cuedari & Mateus Frroku     | Testament dashurie               | Ardita Bufi (m) e Arben Duka (t)                       |
| Arbër Arapi                     | Mall                             | Edmond Veizi (m) e Lasgush Poradeci (t)                |
| Besiana Mehmeti                 | Di të jetoj                      | Korab Shaqiri (m) e Qani Mehmedi (t)                   |
| Blerina Shalari                 | Zgjohem nga heshtja              | Blerina Shalari (m & t)                                |
| Devis Xherahu                   | Endacaku                         | Devis Xherahu (m), P. Kondakçi (m) e Zhaku (t)         |
| Eneda Tarifa                    | E para letër                     | Shpëtim Saraçi (m) e Pandi Laço (t)                    |
| Evans Rama                      | Drita e hënës                    | Heldi Kraja (m & t)                                    |
| Flaka Krelani & Doruntina Disha | Jeta kërkon dashuri              | Edmond Zhulali (m) e Agim Doçi (t)                     |
| Greta Koci                      | Natën të kërkova                 | Flamur Shehu (m), Jorgo Papingji (t) e R. Radi (t)     |
| Joe Artid Fejzo                 | Këtë natë te dy                  | Joe Artid Fejzo (m & t) e Pandi Laço (t)               |
| Jonida Maliqi                   | S'ka fajtor në dashuri           | Klodian Qafoku (m) e Timo Flloko (t)                   |
| Juliana Pasha                   | Një qiell të ri                  | Endri Sina (m) e Sajmir Braho (t)                      |
| Kozma Dushi                     | Tatuazh në kujtesë               | Edmond Rrapi (m) e Jonida Dervishasani (t)             |
| Kthjellu                        | Dhoma                            | Kthjellu (m) e Mentor Haziri (t)                       |
| Manjola Nallbani                | Kjo botë merr frymë nga dashuria | Envër Shëngjergji (m) e Manjola Nallbani (t)           |
| Mariza Ikonomi                  | Mall i tretur                    | Genti Lako (m) e Arben Duka (t)                        |
| Mira Konçi & Redon Makashi      | Nën një qiell                    | Shpëtim Saraçi (m) e Agim Doçi (t)                     |
| Olta Boka                       | Zemrën e lamë peng               | Adrian Hila (m) e Pandi Laço (t)                       |
| Produkt 28                      | 30 sekonda                       | Alban Kondi, Fabian Basha e Turjan Hyska (m & t)       |
| Rosela Gjylbegu                 | Po lind një yll                  | Sokol Marsi (m) e Jorgo Papingji (t)                   |
| Rovena Dilo                     | Rrëfimi                          | Armand Rexhepagiq (m) e Aida Baraku (t)                |
| Sajmir Çili                     | Ninullë për ty                   | Sajmir Çili (m) e Suela Kalaja (t)                     |
| Samanta Karavello               | Pse u harrua dashuria            | Luan Zhegu (m) e Agim Doçi (t)                         |
| Teuta Kurti                     | Qyteti i dashurisë               | Florent Boshnjaku (m) e Aida Baraku (t)                |
| Vesa Luma                       | Një natë për mua                 | Florent Boshnjaku (m), M. Krasniqi (t) e Vesa Luma (t) |
| Voltan Prodani                  | Pse e humbe dashurinë            | Voltan Prodani (m & t)                                 |

## Semifinali
| #  | Artista                         | Brano                            |
| -- | ------------------------------- | -------------------------------- |
| 1  | Arbër Arapi                     | Mall                             |
| 2  | Besiana Mehmeti                 | Di të jetoj                      |
| 3  | Ani Cuedari & Mateus Frroku     | Testament dashurie               |
| 4  | Juliana Pasha                   | Një qiell të ri                  |
| 5  | Produkt 28                      | 30 sekonda                       |
| 6  | Adela Bezhani                   | Mos thuaj jo                     |
| 7  | Saimir Çili                     | Ninullë për ty                   |
| 8  | Rovena Dilo                     | Rrëfimi                          |
| 9  | Evans Rama                      | Drita e hënës                    |
| 10 | Joe Artid Fejzo                 | K'të natë te ty                  |
| 11 | Flaka Krelani & Doruntina Disha | Jeta kërkon dashuri              |
| 12 | Eneda Tarifa                    | E para letër                     |
| 13 | Teuta Kurti                     | Qyteti i dashurisë               |
| 14 | Rosela Gjylbegu                 | Po lind një yll                  |
| 15 | Manjola Nallbani                | Kjo botë merr frymë nga dashuria |

| #  | Artista                    | Brano                  |
| -- | -------------------------- | ---------------------- |
| 1  | Kozma Dushi                | Tatuazh në kujtesë     |
| 2  | Devis Xherahu              | Endacaku               |
| 3  | Blerina Shalari            | Zgjohem nga heshtja    |
| 4  | Voltan Prodani             | Pse humbe dashurinë    |
| 5  | Ada Gurra                  | Veç dashuri            |
| 6  | Agim Poshka                | Kujt i them të dua     |
| 7  | Greta Koçi                 | Natën të kërkova       |
| 8  | Olta Boka                  | Zemrën e lamë peng     |
| 9  | Samanta Karavello          | Pse u harrua dashuria  |
| 10 | Mariza Ikonomi             | Mall i tretur          |
| 11 | Vesa Luma                  | Një natë për mua       |
| 12 | Jonida Maliqi              | S'ka fajtor në dashuri |
| 13 | Mira Konçi & Redon Makashi | Nën një qiell          |
| 14 | Kthjellu                   | Dhoma                  |

## Finale
| #  | Artista                         | Brano                            | Punteggio | Posizione |
| -- | ------------------------------- | -------------------------------- | --------- | --------- |
| 1  | Manjola Nallbani                | Kjo botë merr frymë nga dashuria | 27        | 7°        |
| 2  | Produkt 28                      | 30 sekonda                       | 3         | 15°       |
| 3  | Eneda Tarifa                    | E para letër                     | 11        | 10°       |
| 4  | Mariza Ikonomi                  | Mall i tretur                    | 20        | 9°        |
| 5  | Greta Koçi                      | Natën të kërkova                 | 35        | 5°        |
| 6  | Flaka Krelani & Doruntina Disha | Jeta kërkon dashuri              | 57        | 2°        |
| 7  | Mira Konçi & Redon Makashi      | Nën një qiell                    | 35        | 6°        |
| 8  | Kthjellu                        | Dhoma                            | 9         | 11°       |
| 9  | Kozma Dushi                     | Tatuazh në kujtesë               | 1         | 16°       |
| 10 | Devis Xherahu                   | Endacaku                         | 0         | 17°       |
| 11 | Teuta Kurti                     | Qyteti i dashurisë               | 5         | 14°       |
| 12 | Samanta Karavello               | Pse u harrua dashuria            | 23        | 8°        |
| 13 | Juliana Pasha                   | Një qiell të ri                  | 54        | 3°        |
| 14 | Agim Poshka                     | Kujt i them të dua               | 8         | 12°       |
| 15 | Jonida Maliqi                   | S'ka fajtor në dashuri           | 36        | 4°        |
| 16 | Olta Boka                       | Zemrën e lamë peng               | 67        | 1°        |
| 17 | Rosela Gjylbegu                 | Po lind një yll                  | 8         | 13°       |

## All'Eurovision Song Contest
L'Albania si è esibita 6ª nella seconda semifinale, classificandosi 9ª con 67 punti e qualificandosi per la finale dove, esibendosi 3ª, si è classificata 17ª con 55 punti.

### Voto

#### Punti assegnati all'Albania
| 12                      | 10                   | 8                       | 7            | 6                           |
| ----------------------- | -------------------- | ----------------------- | ------------ | --------------------------- |
| - Macedonia             | - Croazia - Svizzera | - Turchia               | - Svezia     |                             |
| 5                       | 4                    | 3                       | 2            | 1                           |
| - Bielorussia - Francia |                      | - Regno Unito - Ucraina | - Portogallo | - Islanda - Repubblica Ceca |

| 12          | 10         | 8                    | 7            | 6                                |
| ----------- | ---------- | -------------------- | ------------ | -------------------------------- |
| - Macedonia | - Grecia   | - Croazia - Svizzera | - Montenegro |                                  |
| 5           | 4          | 3                    | 2            | 1                                |
|             | - Slovenia | - San Marino         |              | - Bosnia ed Erzegovina - Turchia |

#### Punti assegnati dall'Albania
| Punti | Paese      |
| ----- | ---------- |
| 12    | Turchia    |
| 10    | Svizzera   |
| 8     | Malta      |
| 7     | Macedonia  |
| 6     | Portogallo |
| 5     | Islanda    |
| 4     | Danimarca  |
| 3     | Croazia    |
| 2     | Cipro      |
| 1     | Svezia     |

| Punti | Paese    |
| ----- | -------- |
| 12    | Grecia   |
| 10    | Turchia  |
| 8     | Ucraina  |
| 7     | Norvegia |
| 6     | Russia   |
| 5     | Serbia   |
| 4     | Israele  |
| 3     | Svezia   |
| 2     | Armenia  |
| 1     | Spagna   |